# Capela de Santo Amaro (Santa Cruz, Madeira)
A Capela de Santo Amaro foi construída nos inícios do século XVI, tendo sido reconstruída nos inícios do século XX. Como o Santo Amaro era o patrono do mar, os pescadores de Santa Cruz costumavam fazer preces quando o peixe escasseava e quando havia tempestades. Do mesmo modo, sempre que havia enchentes nas ribeiras, os moradores da vila também recorriam ao Santo.  Pela devoção dos habitantes de Santa Cruz ao santo protetor das águas tumultuosas construiu-se a capela.
Da construção inicial, apenas subsiste o portal quebrado em cantaria rija regional, de um só colunelo e uma arquivolta. O retábulo-mor é de estilo tardo-barroco ou já mesmo proto neoclássico, tripartido, branco e dourado, com nicho central emoldurado por pilastras e rematado com frontão curvo interrompido, devendo datar dos princípios do séc. XX.
O Santo Amaro que está num nicho, com porta de vidro, e uma margem de vulto, dourada e estofada, que deve datar do século XVIII. Este santo celebra-se anualmente a 15 de janeiro, sendo simultaneamente a festa de encerramento da quadra natalícia.